# 渭南市杜桥中学
渭南高级中学位于中国陕西省渭南市临渭区杜化路，是渭南市临渭区教育局管辖的高级中学，也是陕西省普通高中示范性学校。学校建于1958年，占地50025平方米,建筑面积27673平方米。2004年10月成为渭南市市级示范高中，2012年被陕西省人民政府命名为省级示范高中。